# Vukovich György
Vukovich György (Kassa, 1929. június 1. – Dunabogdány, 2007. szeptember 22.) statisztikus, demográfus, szociológus, a Központi Statisztikai Hivatal elnöke 1990 és 1995 között. Vukovich Gabriella (1954) statisztikus, demográfus, statisztikai hivatali elnök apja.

## Életútja
1948-ban érettségizett a gödöllői premontrei gimnáziumban. 1952-ben szerzett diplomát a budapesti Eötvös Loránd Tudományegyetem Állam- és Jogtudományi Karán.
1950-től 1956-ig a Magyar Optikai Művek statisztikusa, majd vezető statisztikusa volt. 1956-tól a Központi Statisztikai Hivatal főelőadójaként dolgozott. 1962–1963-ban a Népességtudományi Kutatócsoport tudományos főmunkatársaként működött. 1963 és 1966 szeptembere között a kairói székhelyű Észak-afrikai Demográfiai Központ szakértője volt. Hazatérése után a Népességtudományi Kutatócsoport igazgatóhelyettese lett. 1968 júniusától 1972-ig részt vett az ENSZ genfi hivatala társadalmi ügyek főosztályának demográfiai munkájában. Ezután a KSH környezetstatisztikai osztályának vezetője lett. 1974 és 1980 között a hivatal főosztályvezető-helyettese, 1980-tól 1990-ig főosztályvezetője volt. 1990 júniusában a KSH elnökévé nevezték ki. Ezt a posztot 1995 májusáig töltötte be.
1977-ben címzetes egyetemi docensi címet kapott, ugyanebben az évben szerezte meg a kandidátusi fokozatot.

## Munkássága
Demográfusként házasodási, termékenységi és népesedéspolitikai problémákkal, a népesség-előreszámítás és a népességi optimum kiszámításának módszertanával foglalkozott. Társadalomstatisztikai munkásságában a társadalmi átrétegződés és az alkoholizmus vizsgálata játszott főszerepet. Magyarországon az elsők között végzett környezetstatisztikai kutatásokat. Statisztikatörténeti, történeti statisztikai témában is tartott előadásokat és publikált. Társadalom-, népesedés-, igazgatási és környezetstatisztikát oktatott az ELTE Állam- és Jogtudományi Karán. 1996-tól a Miskolci Egyetemen tanított.
1958-tól részt vett a Demográfia, 1977 májusától 1988 decemberéig a KSH Grafikon című lapja, 1990 és 1998 között a Statisztikai Szemle szerkesztésében. A Társadalmi riport című kiadványsorozat szerkesztője és állandó szerzője volt.
1991-ben és 1993-ban a nemzetközi statisztikai kongresszus meghívott előadója volt. Az 1994-es kairói népesedési világkonferencián ennek alelnökévé választották.

## Társasági tagságai, elismerései
1960-ban a Nemzetközi Népességtudományi Unió tagja lett. Az ENSZ Népesedési Bizottsága, a Magyar Tudományos Akadémia Demográfiai Elnökségi (később Demográfiai) Bizottsága, a Magyar Szociológiai Társaság, a Magyar Közgazdasági Társaság és a Tudományos Minősítő Bizottság szociológiai szakbizottsága tagja volt.
1983-ban a Statisztikai Szemle Fényes Elek-nívódíjában részesült. 1981-ben a Munka Érdemrend arany fokozatával, 1986-ban Fényes Elek-emlékéremmel, 1993-ban a Nagycsaládosok Országos Egyesülete Családjainkért díjával, 1995-ben a Magyar Köztársasági Érdemrend középkeresztjével tüntették ki.
A Magyar Statisztikai Társaság örökös tagjai közé fogadta.

## Főbb művei
- Alkoholizmus (Andorka Rudolffal és Cseh-Szombathy Lászlóval; Budapest, 1968)
- Magyarország népességének előreszámítása. 1966–2001 (Pallós Emillel és Tamásy Józseffel; Budapest, 1968)
- Az emberi környezet statisztikája (Barta Barnabással; Budapest, 1975)
- Népesség és környezet. Kandidátusi értekezés (Budapest, 1976)
- Fertility, Female Employment and Policy Measures in Hungary (Barta Barnabással, Klinger Andrással és Miltényi Károllyal; Genf, 1984)
- A népesedéssel összefüggő tudományos kutatások főbb eredményei, a jövőbeni kutatás fő irányai (Cseh-Szombathy Lászlóval, Klinger Andrással és Monigl Istvánnal; Budapest, 1984)
- A demográfia alapjai (Miskolc, 1997)
- A magyar népesség 2000-ben (Budapest, 1997)